# Carlos Docando
Carlos Docando Hierro (Baracaldo, Vizcaya, 11 de julio de 1970) es un exfutbolista español y entrenador español. Su posición era la de defensa central. Actualmente es entrenador de la SD Indautxu de la División de Honor de Bizkaia.

## Trayectoria

### Como futbolista
Carlos actuaba como defensa central y formó en el Barakaldo Club de Fútbol con el que debutó en la temporada 1992-93, más tarde formó parte de equipos como la Agrupació Esportiva i Cultural Manlleu, Sestao River Club, CD Numancia desde 1996 a 1998, Real Sociedad Gimnástica de Torrelavega desde 1998 a 2002 y Unión Deportiva Atlético Gramenet, donde se retiró en 2004.

### Como entrenador
Finalizada su carrera como futbolista, en la temporada 2008-09 firmó como segundo entrenador de la S. D. Amorebieta de la Tercera División de España. En la temporada siguiente, dirigiría al senior de División de Honor del CD Getxo.
En la temporada 2010-11, firma como entrenador del Sestao River Club de la Tercera División de España, durante una temporada, donde logra el ascenso a la Segunda División B de España.
En julio de 2012, firma como entrenador del Club Portugalete de la Tercera División de España, al que dirige durante dos temporadas, logrando disputar los play-offs de ascenso.
En la temporada 2015-16, firma como entrenador de la S. D. Amorebieta de la Segunda División B de España, clasificando al equipo para disputar la Copa del Rey, acabando la competición en novena posición.
En la temporada 2017-18, regresa al Club Portugalete de la Tercera División de España, con el que vuelve a rozar el ascenso de categoría quedando eliminado en la última eliminatoria por el CD Castellón.
El 19 de diciembre de 2019, firma como entrenador de la SCD Durango de la Tercera División de España, hasta el final de la temporada.
El 7 de enero de 2021, firma entrenador de la Real Sociedad Gimnástica de Torrelavega de la Tercera División de España, hasta el final de la temporada.
En la temporada 2022-23, firma por el Bizkerre Futbol Taldea de la Segunda Federación Femenina, hasta el final de la temporada.
El 9 de enero de 2025, firma como entrenador de la SD Indautxu de la División de Honor de Bizkaia. 

## Clubes

### Como entrenador
| Club                                    | País   | Año           |
| --------------------------------------- | ------ | ------------- |
| S. D. Amorebieta (2.º entrenador)       | España | 2008-2009     |
| CD Getxo Juvenil "A"                    | España | 2009-2010     |
| Sestao River                            | España | 2010-2011     |
| Club Portugalete                        | España | 2012-2014     |
| S. D. Amorebieta                        | España | 2015-2016     |
| Club Portugalete                        | España | 2017-2018     |
| SCD Durango                             | España | 2019-2020     |
| Real Sociedad Gimnástica de Torrelavega | España | 2021-2021     |
| Bizkerre Futbol Taldea Femenino         | España | 2022-2023     |
| SD Indautxu                             | España | 2025-presente |